# Jorge Otero
Jorge Otero Bouzas (ur. 28 stycznia 1969 w Pontevedrze) – hiszpański piłkarz grający na pozycji prawego obrońcy.

## Kariera klubowa
Otero wychował się w klubie Celta Vigo. Do 1987 roku występował w drużynie B, grającej w niższej lidze i wtedy też przesunięto go do kadry pierwszego zespołu. W Primera División zadebiutował 29 sierpnia w wygranym 1:0 wyjazdowym spotkaniu z Espanyolem Barcelona. W Celcie od czasu debiutu był podstawowym zawodnikiem, a w sezonie 1989/1990 przeżył pierwsze niepowodzenie w karierze – spadek z klubem z Vigo do Segunda División. Natomiast w sezonie 1992/1993 znowu grał w pierwszej lidze hiszpańskiej, a w 1994 roku dotarł do finału Pucharu Hiszpanii, który Celta przegrała po serii rzutów karnych z Realem Saragossa.
Latem 1994 Otero przeszedł do Valencii. Tam stworzył linię obrony z innymi reprezentantami kraju, Francisco José Camarasą, Enrique Romero i Fernando Ginerem. Swój debiut zaliczył 17 września przeciwko zespołowi CD Tenerife (2:1). W 1995 znów wystąpił w finale krajowego pucharu, a jego nowy klub uległ 1:2 Deportivo La Coruña. Natomiast w 1996 roku został z Valencią wicemistrzem Hiszpanii.
W 1997 roku Otero po raz drugi w karierze zmienił barwy klubowe i przeszedł do zespołu Real Betis. Swój pierwszy mecz w zespole biało-zielonych zaliczył 1 września, a Betis pokonał 2:1 Real Valladolid. W Betisie na ogół występował w pierwszym składzie, ale nie osiągnął większych sukcesów, a w sezonie 1999/2000 zespół spadł do Segunda División. Tam w barwach Betisu Otero występował przez rok, a w 2001 przeszedł do Atlético Madryt, z którym wywalczył awans do Primera División. W 2003 roku odszedł do Elche CF powracając tym samym do drugiej ligi, a w 2005 roku zakończył piłkarską karierę.
| Sezon   | Klub            | Kraj      | Rozgrywki        | Mecze | Bramki |
| ------- | --------------- | --------- | ---------------- | ----- | ------ |
| 1987/88 | Celta Vigo      | Hiszpania | Primera División | 31    | 0      |
| 1988/89 | Celta Vigo      | Hiszpania | Primera División | 30    | 0      |
| 1989/90 | Celta Vigo      | Hiszpania | Primera División | 28    | 0      |
| 1990/91 | Celta Vigo      | Hiszpania | Segunda División | 34    | 0      |
| 1991/92 | Celta Vigo      | Hiszpania | Segunda División | 34    | 2      |
| 1992/93 | Celta Vigo      | Hiszpania | Primera División | 36    | 1      |
| 1993/94 | Celta Vigo      | Hiszpania | Primera División | 29    | 1      |
| 1994/95 | Valencia CF     | Hiszpania | Primera División | 25    | 0      |
| 1995/96 | Valencia CF     | Hiszpania | Primera División | 37    | 0      |
| 1996/97 | Valencia CF     | Hiszpania | Primera División | 22    | 0      |
| 1997/98 | Real Betis      | Hiszpania | Primera División | 22    | 0      |
| 1998/99 | Real Betis      | Hiszpania | Primera División | 20    | 0      |
| 1999/00 | Real Betis      | Hiszpania | Primera División | 21    | 0      |
| 2000/01 | Real Betis      | Hiszpania | Segunda División | 19    | 0      |
| 2001/02 | Atlético Madryt | Hiszpania | Segunda División | 16    | 0      |
| 2002/03 | Atlético Madryt | Hiszpania | Primera División | 16    | 1      |
| 2003/04 | Elche CF        | Hiszpania | Segunda División | 29    | 1      |
| 2004/05 | Elche CF        | Hiszpania | Segunda División | 17    | 0      |

## Kariera reprezentacyjna
W reprezentacji Hiszpanii Otero zadebiutował 8 września 1993 roku w wygranym 2:0 towarzyskim spotkaniu z Chile. W 1994 roku został powołany przez Javiera Clemente do kadry na Mistrzostwa Świata w USA. Tam wystąpił w dwóch spotkaniach: w 1/8 finału w wygranym 3:0 ze Szwajcarią i przegranym 1:2 ćwierćfinałowym z Włochami. W 1996 roku był w kadrze Hiszpanii na Euro 96, na których zagrał jedynie w grupowym spotkaniu z Francją (1:1), które było jego ostatnim w reprezentacji. W kadrze narodowej wystąpił łącznie w 9 spotkaniach.